# Dermogenys
Dermogenys es un género de peces beloniformes de la familia zenarcoptéridos.

## Especies
Se reconocen las siguientes especies:
- Dermogenys bispina (Meisner & Collette, 1998)
- Dermogenys brachynotopterus (Bleeker, 1853)
- Dermogenys bruneiensis (Meisner, 2001)
- Dermogenys burmanica (Mukerji, 1935)
- Dermogenys collettei (Meisner, 2001)
- Dermogenys montana (Brembach, 1982)
- Dermogenys orientalis (Weber, 1894)
- Dermogenys palawanensis (Meisner, 2001)
- Dermogenys pusilla (Kuhl & van Hasselt, 1823)
- Dermogenys robertsi (Meisner, 2001)
- Dermogenys siamensis (Fowler, 1934)
- Dermogenys sumatrana (Bleeker, 1854)
- Dermogenys vogti (Brembach, 1982)